# Simmerberg

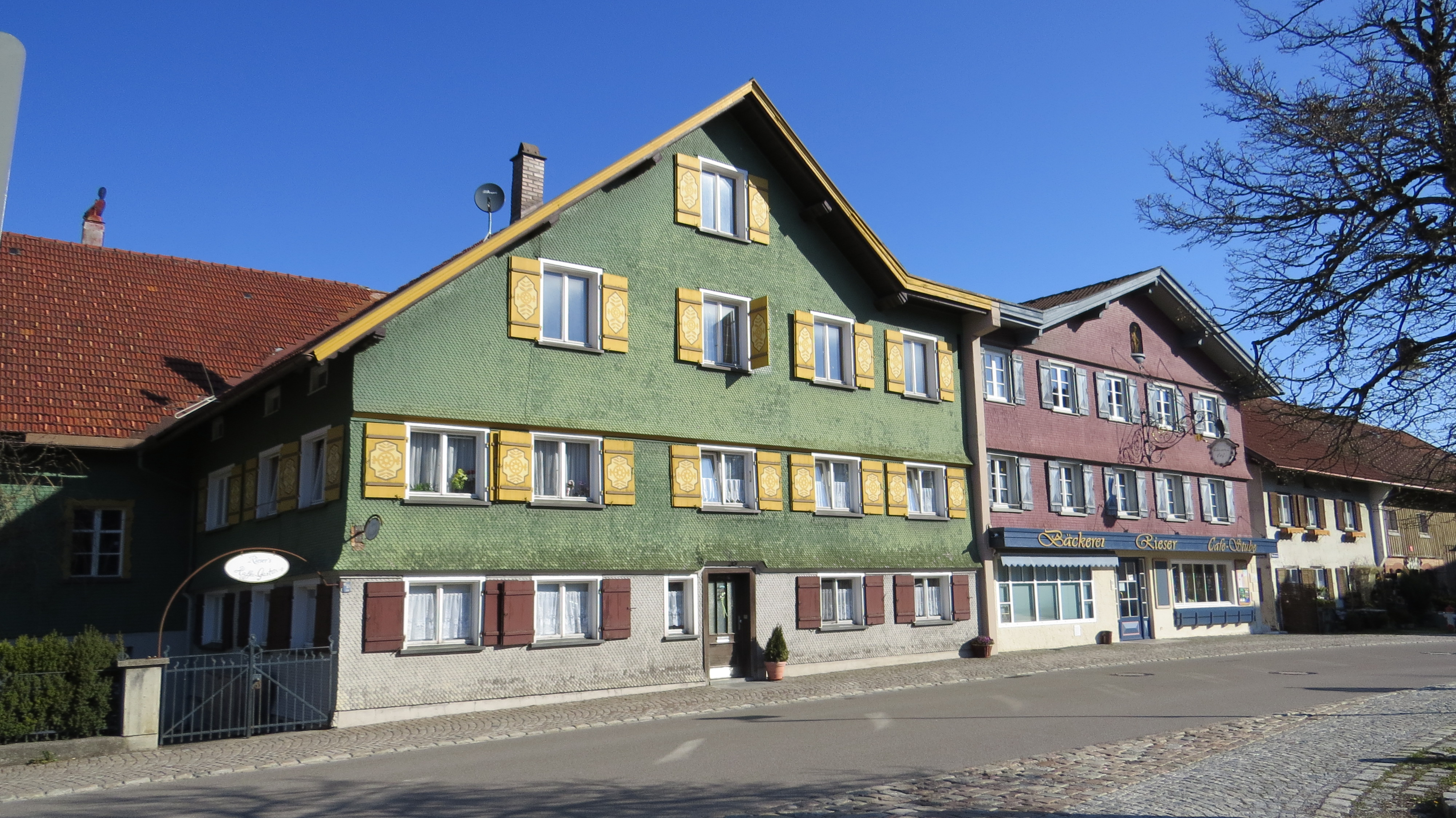
Ortsmitte

Simmerberg (westallgäuerisch: Simməbərg) ist ein Gemeindeteil des Markts Weiler-Simmerberg im  bayerisch-schwäbischen Landkreis Lindau (Bodensee).

## Geographie
Simmerberg liegt in der Region Westallgäu oberhalb des Rothachtals. Westlich des Orts verläuft die Queralpenstraße B 308. Oberhalb des Orts liegt direkt baulich an Simmerberg grenzend das Dorf Oberleute, weswegen Oberleute heute oftmals dem Ort Simmerberg zugeordnet wird.

## Ortsname
Der Ortsname setzt sich aus dem mittelhochdeutschen Wort zimber für Bauholz sowie dem Grundwort -berg zusammen und deutet auf eine bebaute Anhöhe hin.

## Geschichte

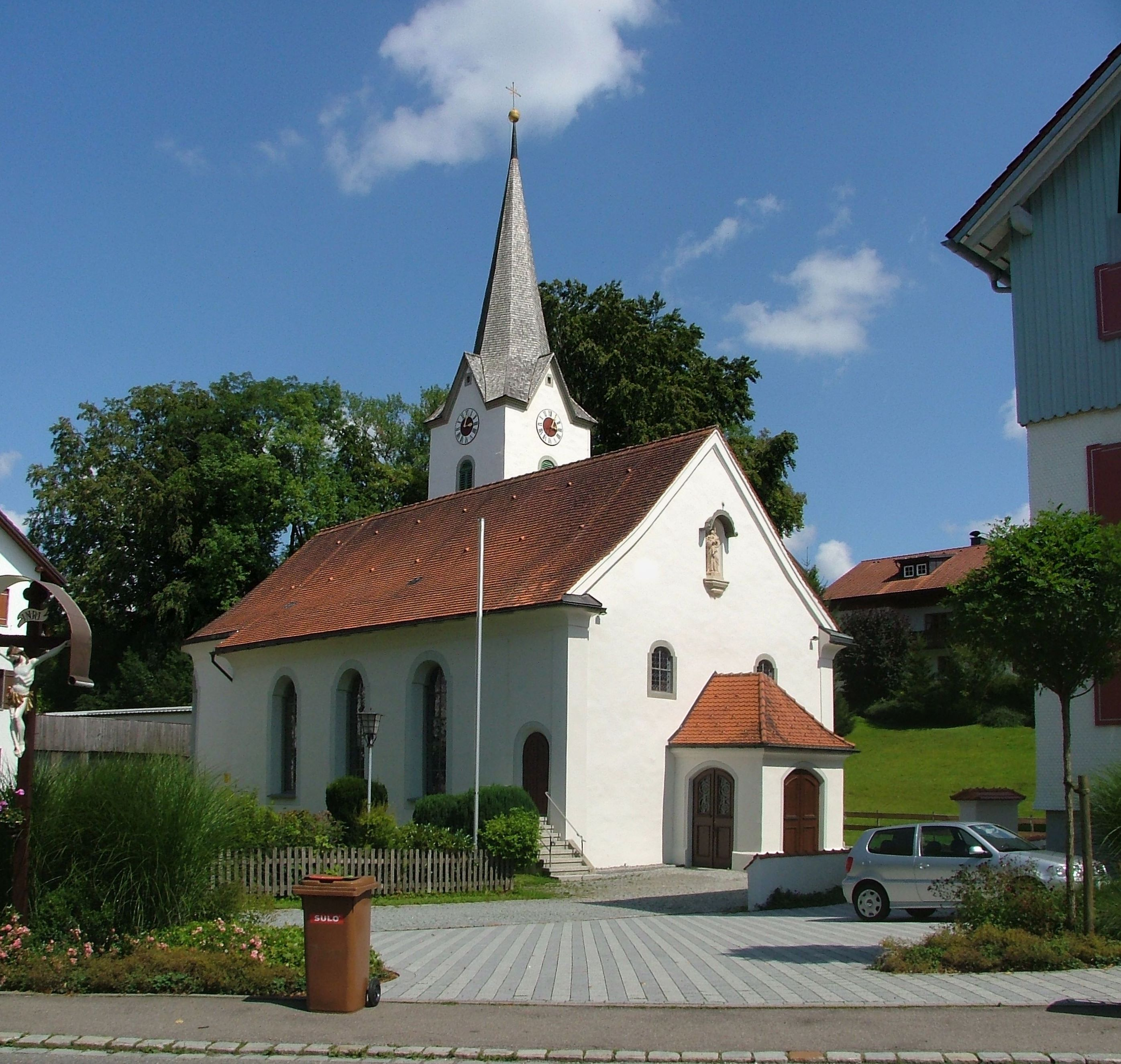
Pfarrkirche St. Joseph

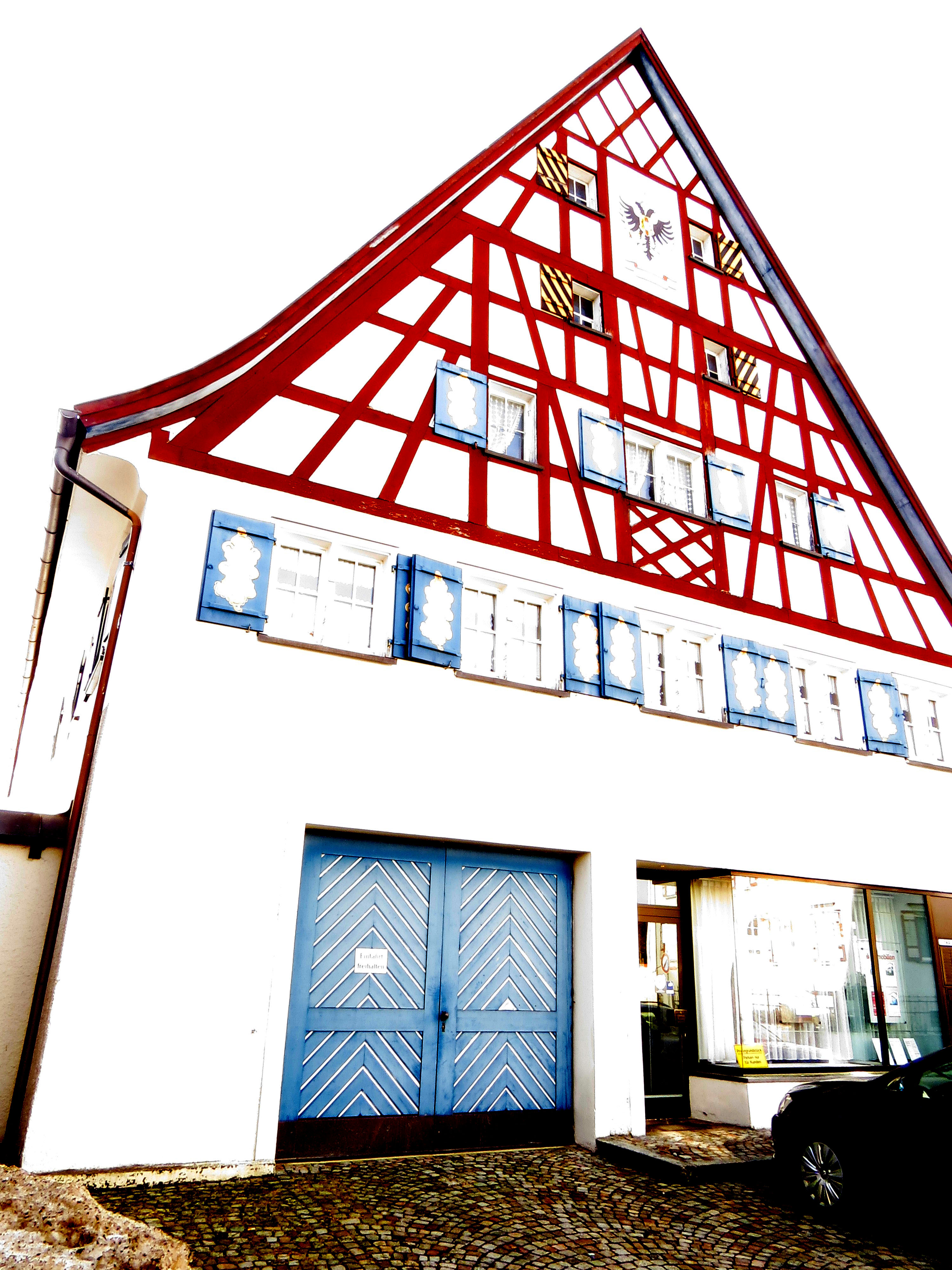
Alte Salzfaktorei (erbaut 1639)

Simmerberg wurde 1393 erstmals urkundlich erwähnt. 1523 wurde das Gericht Simmerberg von der Grafschaft Montfort an die Habsburger verkauft. Bis 1570 war der Ort dem Kloster St. Gallen angehörend. Die sogenannte Salzstraße, eine der bedeutendsten Verkehrs- und Handelsstraßen des Allgäus zur damaligen Zeit, auf welcher Salz aus Tirol über Immenstadt nach Bregenz, in die Schweiz und bis nach Baden befördert wurde, ging direkt durch Simmerberg. 1665 wurde die Kapelle im Ort gebaut. Im Jahr 1706 wurde die Simmerberger Brauerei gegründet. 1783 wird Simmerberg als „Hauptstapelplatz“ für Salz erwähnt. 1804 folgte die Markternennung aufgrund der wirtschaftlichen Bedeutung Simmerbergs durch Kaiser Josef II. von Österreich. 1805 wurde die Kirche St. Josef gebaut. Im Jahr 1806 wurde durch den Frieden von Pressburg Simmerberg an das Königreich Bayern angeschlossen. Am 1. September 1968 schlossen sich Simmerberg und Weiler im Allgäu zusammen zum Markt Weiler-Simmerberg.

## Baudenkmäler
Siehe: Liste der Baudenkmäler in Simmerberg

## Galerie

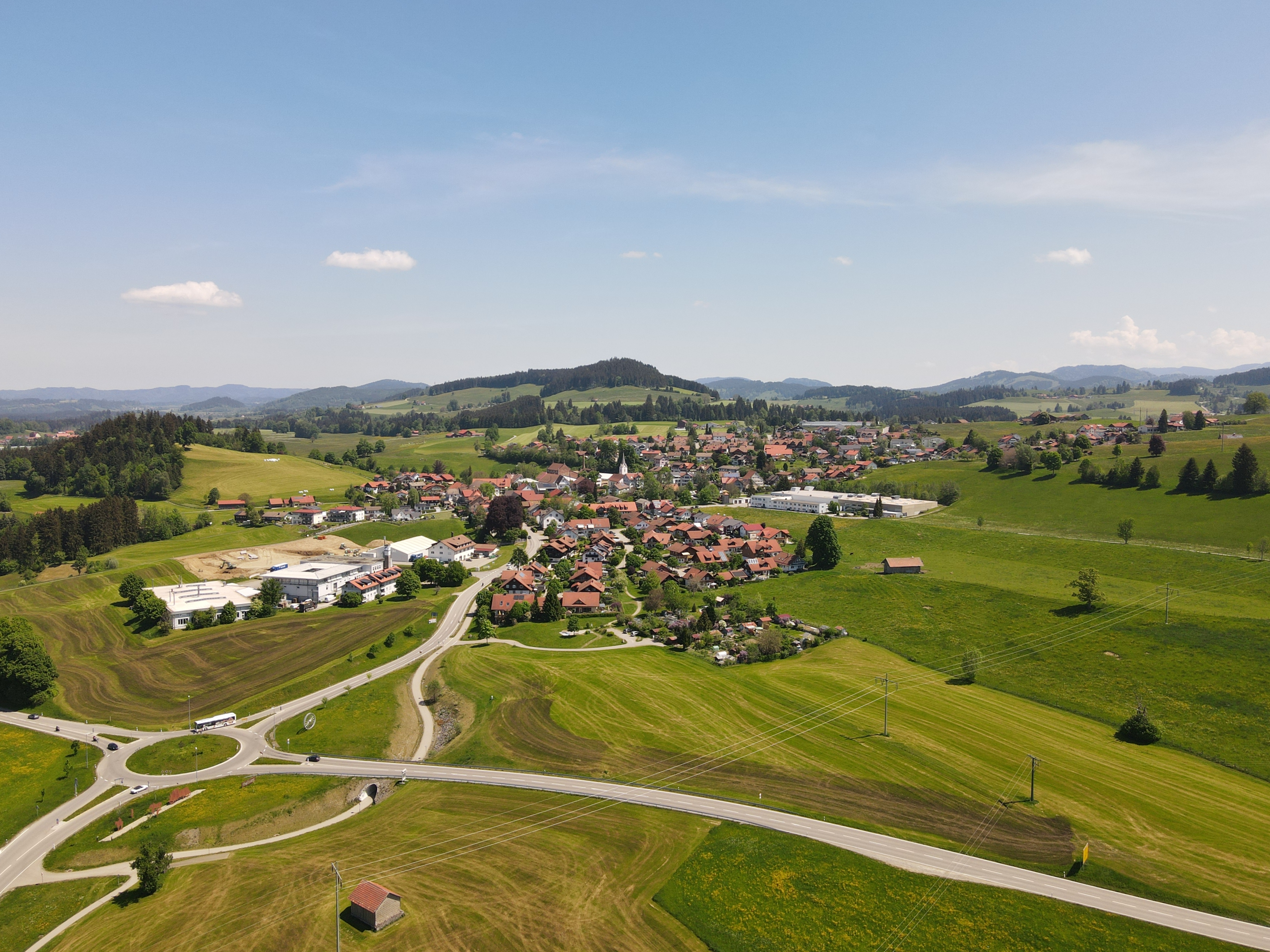
Simmerberg von Westen
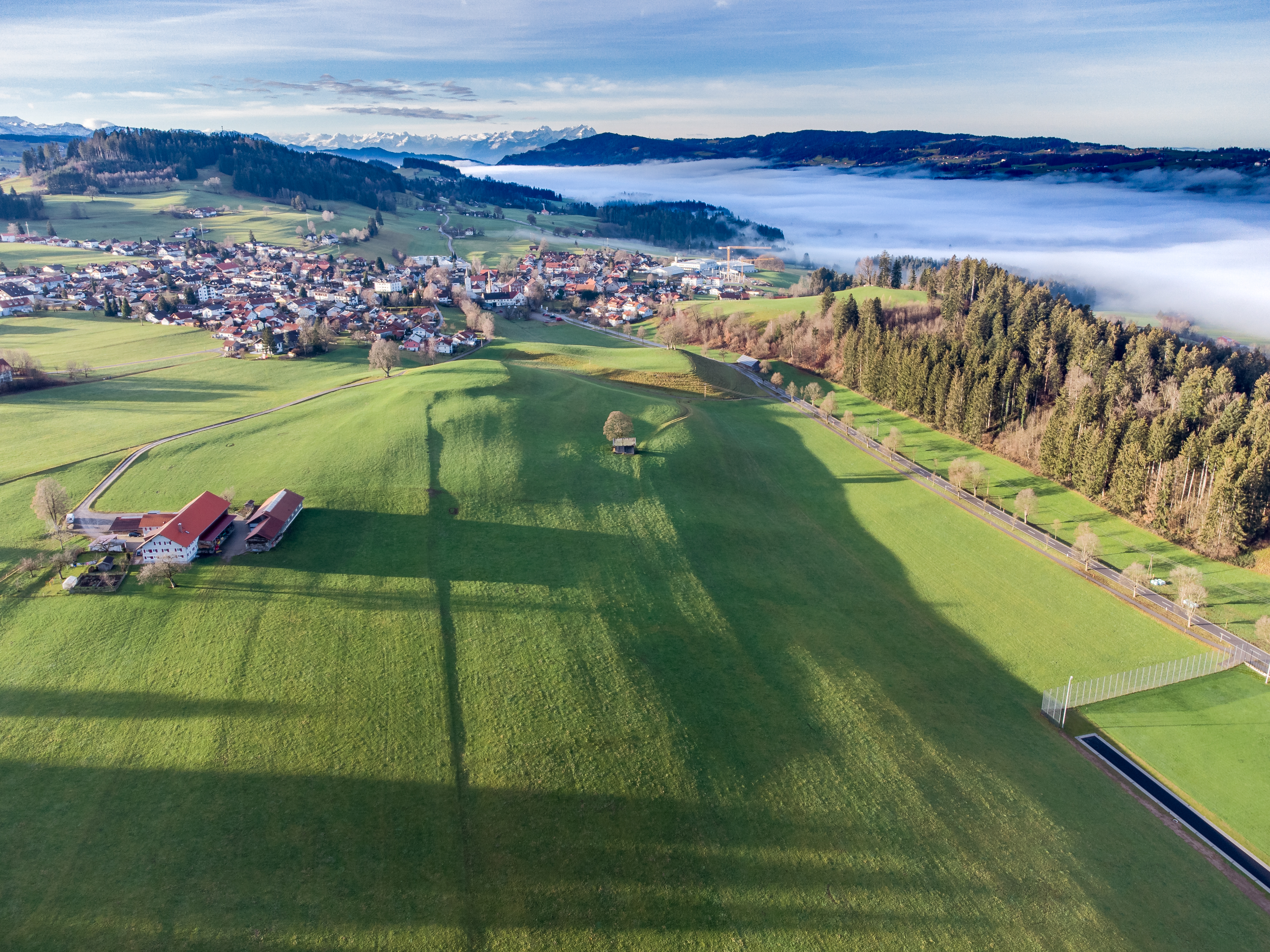
Simmerberg von Norden
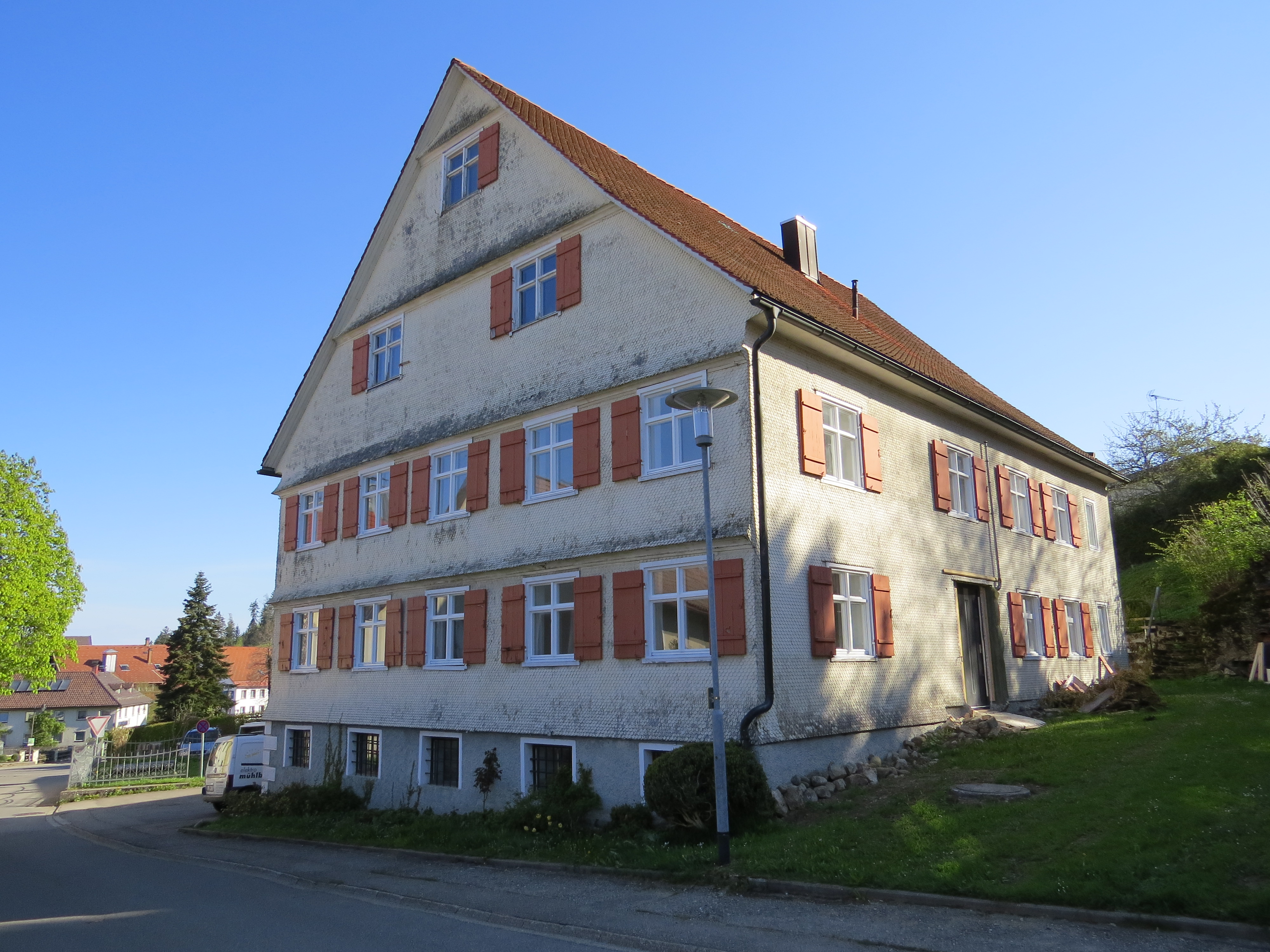
Pfarrhof
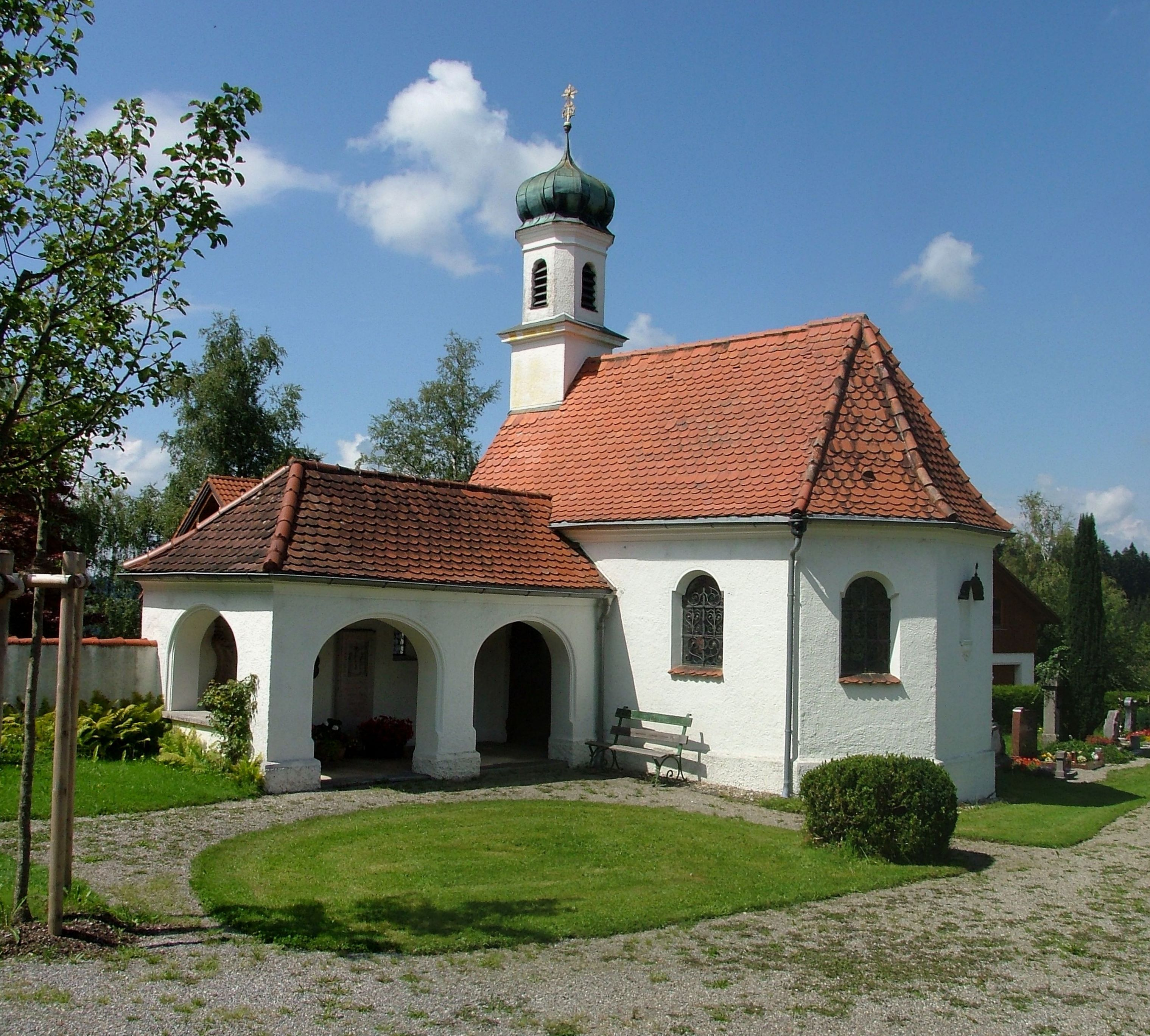
Friedhofskapelle
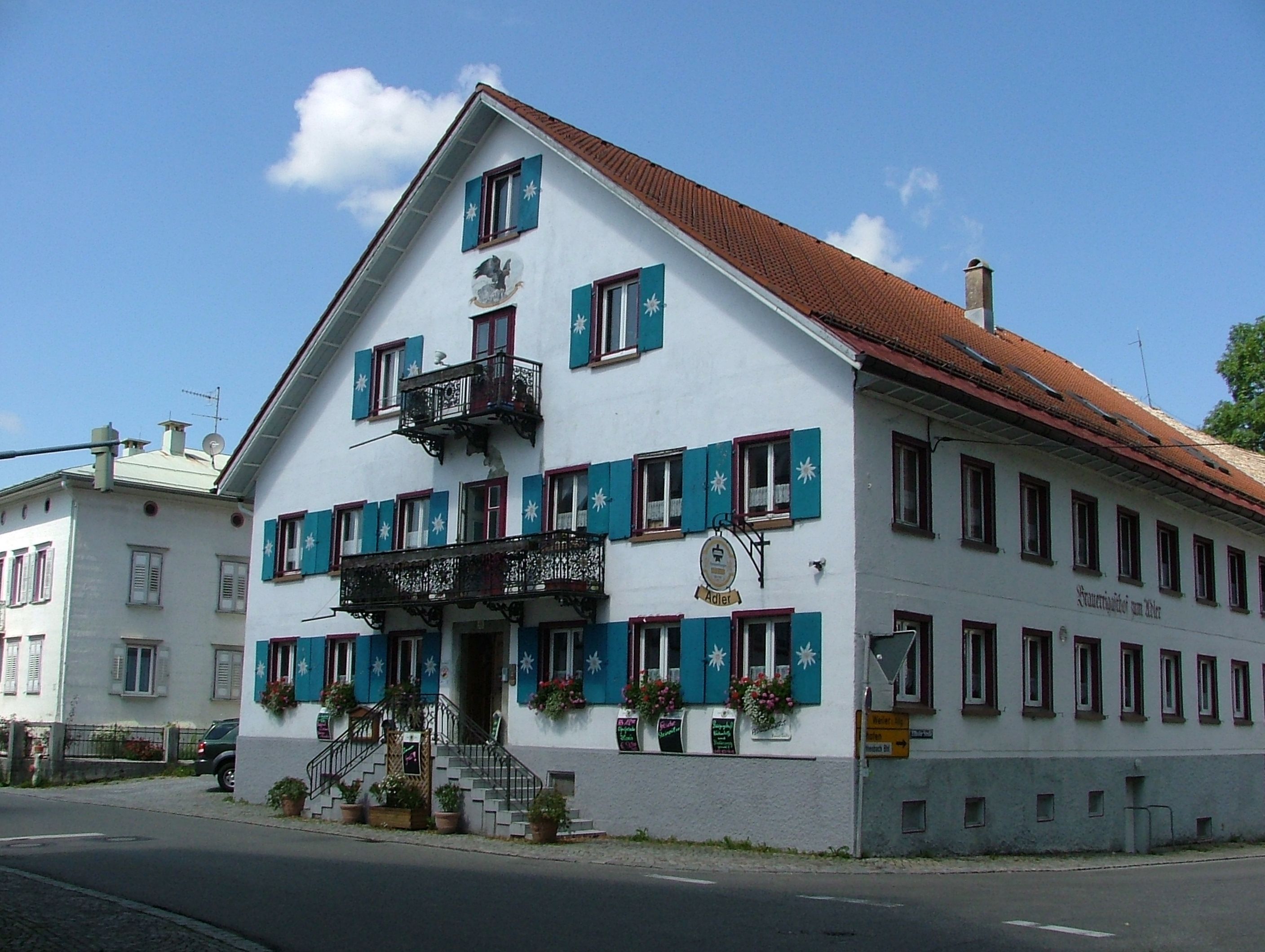
Brautaferne Gasthof Adler
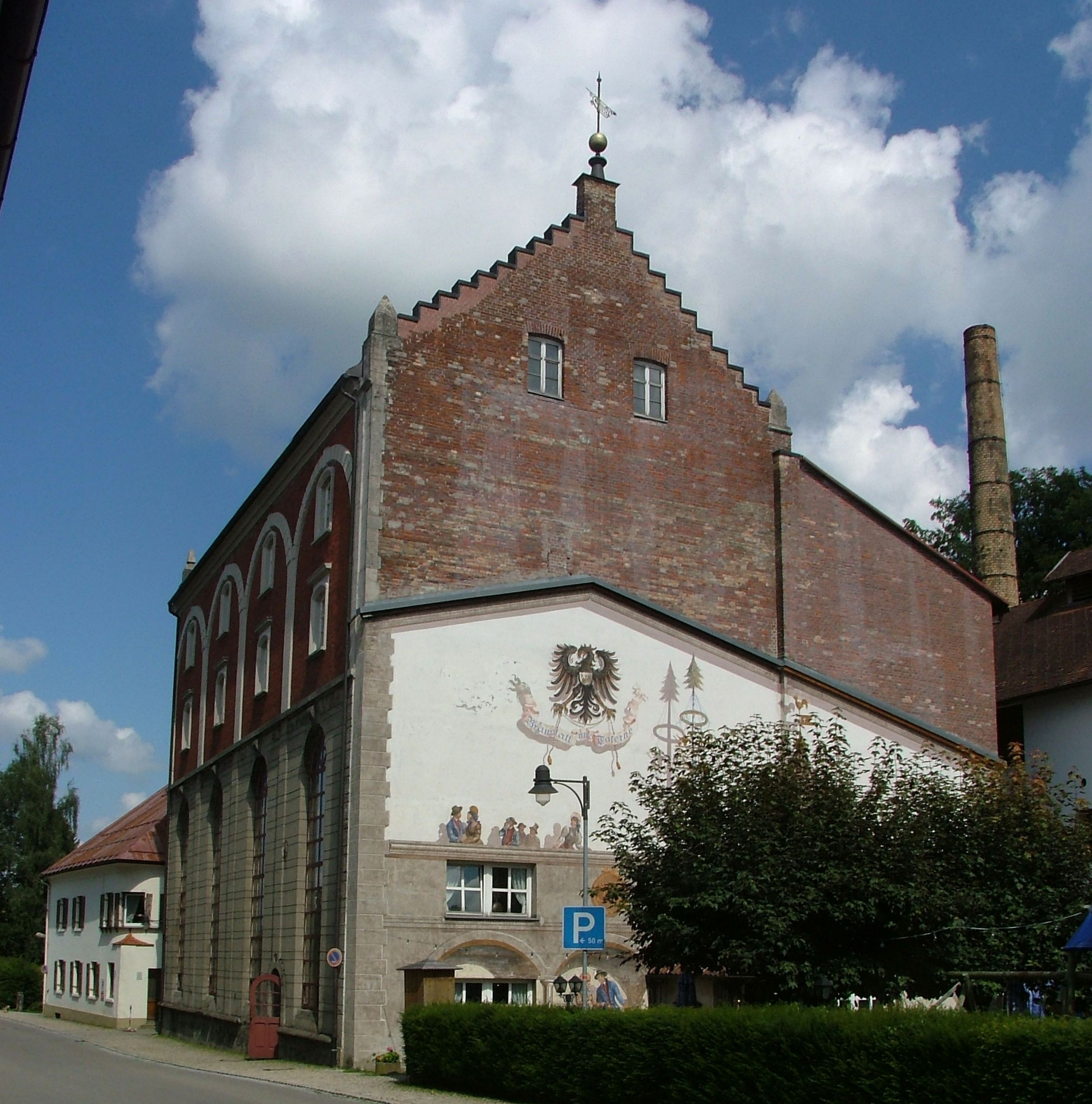
Brauerei

## Persönlichkeiten
- Udo Dammert (1904–2003), klassischer Pianist, Klavierlehrer, Autor und Kunstsammler
- Günter Rudolph (* 1954), deutscher Ophthalmologe
- Reiner Metzger (* 1957), deutscher Fotograf und Musiker
- Nikolaus Pfanner (* 1956), Mediziner mit Schwerpunkten in der Biochemie und Zellbiologie
- Karl-Heinz Riedle (* 1965), ehemaliger Profifußballer
- Eberhard Rotter (* 1954), ehemaliger bayerischer Landtagsabgeordneter
- Emil Herzog (* 2004), Radsportler

## Ehemalige Gemeinde
Der ehemalige Markt Simmerberg bestand aus folgenden 34 Orten:
- Altenburg
- Au
- Bremenried
- Buch
- Buchenbühl
- Dressen
- Eyenbach
- Hagelstein
- Hammermühle
- Hasenried
- Hellers
- Kapfholz
- Kapfmühle
- Kapfreute
- Krähberg
- Lachershof
- Längene
- Nagelshub
- Oberleute
- Oberscheiben
- Obertrogen
- Rieder
- Riegen
- Rothach
- Ruppenmanklitz
- Salmers
- Schreckenmanklitz
- Siebers
- Simmerberg
- Tobel
- Unterberg
- Unterscheiben
- Untertrogen
- Weißen